# Malmö Stadion
A Malmö Stadion egy labdarúgó-stadion  Malmőben, Svédországban.
A Malmö FF nevezetű helyi csapat otthonául szolgált 1957 és 2009 között.
Az 1958-as labdarúgó-világbajnokság és az 1992-es labdarúgó-Európa-bajnokság egyik helyszíne volt. Befogadóképessége 26 500 fő számára biztosított, melyből 14 000 ülőhely.

## Események

### 1958-as világbajnokság
| Dátum       | Időpont UTC+1 | Pályaválasztó  | Eredmény   | Vendég         | Forduló     | Nézők  |
| ----------- | ------------- | -------------- | ---------- | -------------- | ----------- | ------ |
| 1958.06.08. | 19.00         | NSZK           | 3–1        | Argentína      | 1. csoport  | 31 156 |
| 1958.06.15. | 19.00         | NSZK           | 2–2        | Észak-Írország | 1. csoport  | 21 990 |
| 1958.06.15. | 19.00         | Észak-Írország | 2–1 (h.u.) | Csehszlovákia  | 1. csoport  | 6 196  |
| 1958.06.19. | 19.00         | NSZK           | 1–0        | Jugoszlávia    | Negyeddöntő | 20 000 |

### 1992-es Európa-bajnokság
| Dátum       | Időpont UTC+2 | Pályaválasztó | Eredmény | Vendég | Forduló    | Nézők  |
| ----------- | ------------- | ------------- | -------- | ------ | ---------- | ------ |
| 1992.06.11. | 20.15         | Dánia         | 0–0      | Anglia | 1. csoport | 26 385 |
| 1992.06.14. | 17.15         | Franciaország | 0–0      | Anglia | 1. csoport | 26 535 |
| 1992.06.17. | 20.15         | Franciaország | 1–2      | Dánia  | 1. csoport | 25 673 |